# Jamestown (Virgínia)
Jamestown (en anglès: Jamestown) va ser un assentament de la Colònia de Virgínia i el primer assentament permanent britànic a Amèrica.
El 1606, el rei Jaume I d'Anglaterra va concedir cartes tant a la Companyia de Plymouth com a la Virginia Company of London amb el propòsit d'establir assentaments permanents a Amèrica del Nord. El 14 de maig de 1607 la London Company va establir una colònia permanent amb el nom de "James Fort" a la badia de Chesapeake, que es va enfrontar a una adversitat extrema, Aquest assentament estava situat en el territori conegut com a Tsenacommacah dels amerindis Powhatan i concretament dins la tribu dels Paspahegh, aquesta tribu inicialment va ser amigable amb els colons però van ser anihilats en tres anys a causa de la fam i les malalties. La fam també va afectar els colons i el 80% d'ells van morir en el període 1609–10, quedant en 1617 només 351 supervivents dels 1700 colons que havien estat transportats, mentre que la Colònia de Popham de la Companyia Plymouth no va reeixir. Quan els virginians van descobrir la rendibilitat del cultiu de tabac, la població de l'assentament va passar de 400 colons el 1617 a 1240 el 1622. La London Company va quedar en fallida en part a causa de les freqüents guerres amb els nadius americans propers, fent que la corona anglesa prengués el control directe de la Colònia de Virgínia, com es va conèixer Jamestown i els seus voltants. Jamestown exercí com la capital de la colònia de Virgínia durant 83 anys, des de 1616 fins 1699.